# Лехнешть
Лехнешть, Лехнешті (рум. Lehnești) — село у повіті Ботошані в Румунії. Входить до складу комуни Ріпічень.
Село розташоване на відстані 394 км на північ від Бухареста, 38 км на північний схід від Ботошань, 91 км на північ від Ясс.